# Wykrywanie i reagowanie w punkcie końcowym
Endpoint detection and response (EDR), znane również jako endpoint threat detection and response (ETDR) – ogólna nazwa rozwiązań, które stale monitorują i reagują w celu neutralizowania cyberzagrożeń.

## Historia
W 2013 r. Anton Chuvakin z firmy Gartner stworzył termin „wykrywanie i reagowanie na zagrożenia punktów końcowych” dla „narzędzi skoncentrowanych głównie na wykrywaniu i badaniu podejrzanych procesów oraz problemów na hostach/punktach końcowych”. Obecnie jest to powszechnie znane jako EDR.
Raport Endpoint Detection and Response – Global Market Outlook (2017-2026), mówi, że zastosowanie rozwiązań typu EDR opartych na chmurze oraz lokalnie będzie wzrastać o 26% rocznie do 2026 r. będzie wyceniane na 7,26mld USD. Natomiast według raportu Artificial Intelligence (AI) w Cyber Security Market autorstwa Zion Market Research, rola uczenia maszynowego i sztucznej inteligencji stworzy do 2025 r. rynek cyberbezpieczeństwa o wartości 30,9 mld USD.
W 2020 r. kod źródłowy powszechnie używanego narzędzia EDR został udostępniony przez Comodo Cybersecurity jako OpenEDR.

## Pojęcie
Technologia wykrywania i reagowania na punktach końcowych (EDR) służy do rozpoznawania podejrzanego zachowania i zaawansowanych trwałych zagrożeń na punktach końcowych (end point) w środowisku oraz do odpowiedniego ostrzegania administratorów. Wykorzystuje do tego dane agregowane z punktów końcowych oraz pozostałych źródeł. Dane te mogą, ale nie muszą być wzbogacone o dodatkową analizę w chmurze. Rozwiązania EDR służą przede wszystkim do ostrzegania, a nie warstwą ochronną, ale funkcje mogą być łączone w zależności od dostawcy i pakietu. Informacje mogą być przechowywane w scentralizowanej bazie danych lub przekazywane do konsoli zarządzającej lub narzędzia SIEM.
Każda platforma EDR ma swój unikalny zestaw możliwości działające w trybie online, jak i offline, reagowanie na zagrożenia w czasie rzeczywistym, zwiększanie widoczności i przejrzystości danych użytkownika, wykrywanie zapisanych zdarzeń punktów końcowych i wstrzyknięć złośliwego oprogramowania, tworzenie czarnych i białych list oraz integracja z innymi technologiami. Niektórzy dostawcy technologii EDR wykorzystują darmową klasyfikację i strukturę Mitre Att&ck dla zagrożeń.